# François Henri Hallopeau
François Henri Hallopeau (ur. 17 stycznia 1842 w Paryżu, zm. w marcu 1919) – francuski lekarz dermatolog.

## Życiorys
Studiował medycynę w Paryżu; jego nauczycielami byli Edmé Félix Alfred Vulpian i Sigismond Jaccoud. W 1863 roku został  externe des hôpitaux, w 1866 roku został internem. W 1871 roku przedstawił dysertację doktorską. W 1878 roku został professor agrégé.

## Dorobek naukowy
Opisał wiele nowych chorób skóry i przydatków, m.in. trichotillomanię, odmianę łuszczycy (acrodermatitis continua Hallopeau), jedną z postaci epidermolysis bullosa.

## Wybrane prace
- Études sur les myélites chroniques diffuses. Paris, 1875.
- Des paralysies bulbaires. Paris, 1875
- Du mercure; action physiologique et thérapeutique. Thesis for agrégé, Paris, 1878
- Traité élémentaire de pathologie générale. Paris, 1884
- Leçons sur les maladies cutanées et syphilitiques, les naevi. Paris, 1891
- Traité pratique de dermatologie. With Émile Leredde. Paris, Baillière, 1900
- Traité de la syphilis. (z C. Fouquetem). Paris, Baillière, 1910